# GMC
GMC Truck — автомобільна марка, що належить корпорації General Motors. Під маркою продаються вантажівки, позашляховики, пікапи та фургони. Компанія працює на ринку Північної Америки та на Близькому Сході. У 2007 році під маркою GMC реалізовано 654 574 автомобілі, що в рамках корпорації стало другим результатом (після Chevrolet та перед Pontiac). 

## Історія
У 1901 Макс Грабовскі (американець польського походження) створив автомобільну компанію під назвою «Rapid Motor Vehicle Company». Першою моделлю компанії стала вантажівка Rapid. Спочатку компанія спеціалізувалася на виробництві вантажівок легкого і середнього класів. 1908 року компанія входить до складу концерну General Motors. Передбачалося, що компанія стане центром вантажного підрозділу концерну. У тому ж році GM набуває «Reliance Motor Car Company». Обидві компанії були об'єднані в 1911 році в єдину структуру «GMC Truck». 1912 року об'єднана компанія виробила 22 000 автомобілів. 
Коли почалася Перша світова війна, компанія «GMC Truck» почала поставляти армії вантажні автомобілі. За два роки, з 1917 по 1919 рік, GMC поставила на фронт порядку 10000 авто. Коли ж війна закінчилася, керівництво компанії ухвалило рішення про модернізацію виробничих потужностей заводу в Понтіак, штат Мічиган. Також були переобладнані багато автомобілів компанії. 
У 1916 році компанія встановила рекорд: вантажівка «GMC Truck» перетнула країну за 30 днів. У 1926 році було встановлено новий рекорд: шлях від Нью-Йорка до Сан-Франциско був пройдений вантажівкою за 5 днів і 30 хвилин. 
1925 року GM здобуває контрольний пакет акцій в компанії «Yellow Coach», виробника автобусів. Після злиття з «GMC Truck» об'єднаний дивізіон отримав назву «GM Truck and Coach Division». 
Під час Другої світової війни компанія поставила для потреб фронту понад 600 тисяч автомобілів. 
У 1987 році компанія продає автобусний підрозділ і виходить з бізнесу з виробництва автобусів.

## Компанія сьогодні
Нині компанія займає провідні позиції серед брендів GM і поступається лише Chevrolet. В умовах, коли материнська компанія проходить процедуру банкрутства, виникають питання про долю марки GMC. У пресі ходили чутки, що марка буде ліквідована, проте офіційні представники GM спростували цю інформацію. 

## Модельний ряд
- Acadia
- Terrain
- Yukon
- Yukon XL
- Canyon
- Sierra
- Sierra HD
- Savana
- Hummer EV